# Heliophanus
Genre
Heliophanus est un genre d'araignées aranéomorphes de la famille des Salticidae.

## Distribution
Les espèces de ce genre se rencontrent en Afrique, en Asie, en Europe et en Australie.

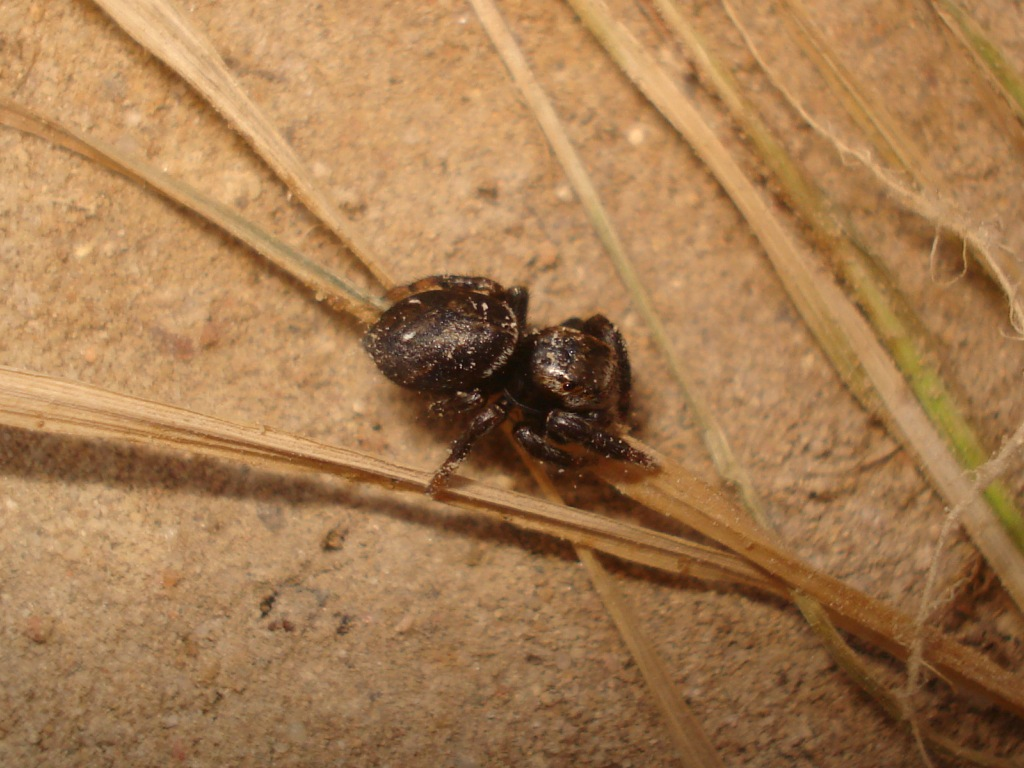
Heliophanus aeneus

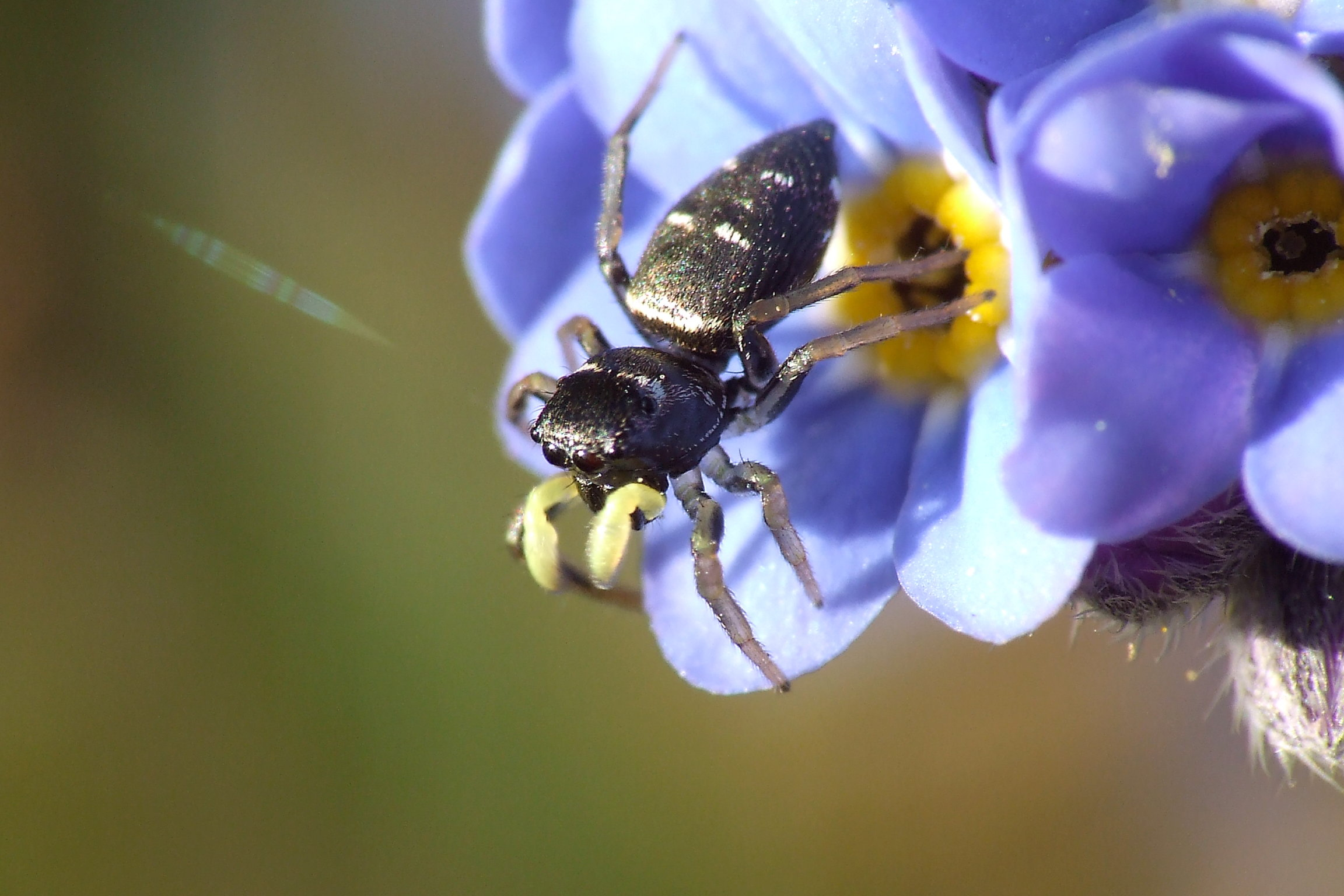
Heliophanus cupreus

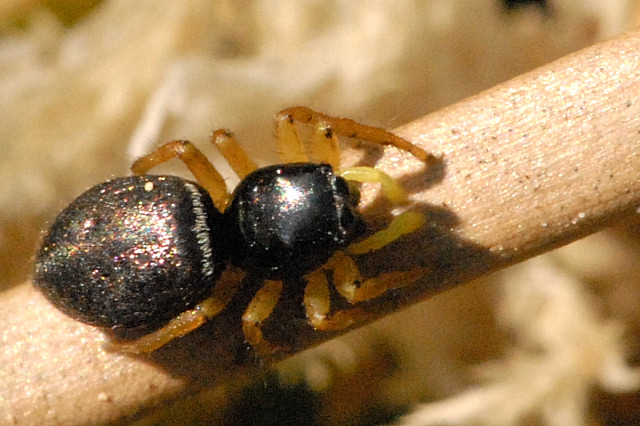
Heliophanus flavipes

## Liste des espèces
Selon World Spider Catalog (version 25.0, 14/03/2024) :
- Heliophanus abditus Wesołowska, 1986
- Heliophanus activus (Blackwall, 1877)
- Heliophanus acutissimus Wesołowska, 1986
- Heliophanus aeneus (Hahn, 1832)
- Heliophanus africanus Wesołowska, 1986
- Heliophanus agricola Wesołowska, 1986
- Heliophanus agricoloides Wunderlich, 1987
- Heliophanus apiatus Simon, 1868
- Heliophanus auratus C. L. Koch, 1835
- Heliophanus baicalensis Kulczyński, 1895
- Heliophanus camtschadalicus Kulczyński, 1885
- Heliophanus canariensis Wesołowska, 1986
- Heliophanus chovdensis Prószyński, 1982
- Heliophanus comorensis Dierkens, 2012
- Heliophanus conspicuus Wesołowska, 1986
- Heliophanus creticus Giltay, 1932
- Heliophanus cupreus (Walckenaer, 1802)
- Heliophanus curvidens (O. Pickard-Cambridge, 1872)
- Heliophanus cuspidatus Xiao, 2000
- Heliophanus dampfi Schenkel, 1923
- Heliophanus decoratus L. Koch, 1875
- Heliophanus deformis Wesołowska, 1986
- Heliophanus designatus (G. W. Peckham & E. G. Peckham, 1903)
- Heliophanus difficilis Wesołowska, 1986
- Heliophanus dubius C. L. Koch, 1835
- Heliophanus dunini Rakov & Logunov, 1997
- Heliophanus encifer Simon, 1871
- Heliophanus equester L. Koch, 1867
- Heliophanus eucharis Simon, 1887
- Heliophanus excentricus Ledoux, 2007
- Heliophanus falcatus Wesołowska, 1986
- Heliophanus feltoni Logunov, 2009
- Heliophanus flavipes (Hahn, 1832)
- Heliophanus forcipifer Kulczyński, 1895
- Heliophanus fuerteventurae Schmidt & Krause, 1996
- Heliophanus gladiator Wesołowska, 1986
- Heliophanus glaucus Bösenberg & Lenz, 1895
- Heliophanus gramineus Wesołowska & Haddad, 2013
- Heliophanus hamifer Simon, 1886
- Heliophanus haymozi Logunov, 2015
- Heliophanus horrifer Wesołowska, 1986
- Heliophanus ibericus Wesołowska, 1986
- Heliophanus imerinensis Simon, 1901
- Heliophanus improcerus Wesołowska, 1986
- Heliophanus innominatus Wesołowska, 1986
- Heliophanus inversus Barrientos & Febrer, 2018
- Heliophanus iranus Wesołowska, 1986
- Heliophanus kankanensis Berland & Millot, 1941
- Heliophanus kavar Logunov, 2023
- Heliophanus kochii Simon, 1868
- Heliophanus koktas Logunov, 1992
- Heliophanus konradthaleri Logunov, 2009
- Heliophanus lawrencei Wesołowska, 1986
- Heliophanus lineiventris Simon, 1868
- Heliophanus macentensis Berland & Millot, 1941
- Heliophanus machaerodus Simon, 1909
- Heliophanus malus Wesołowska, 1986
- Heliophanus maralal Wesołowska, 2003
- Heliophanus mauricianus Simon, 1901
- Heliophanus mediocinctus Kulczyński, 1898
- Heliophanus melinus L. Koch, 1867
- Heliophanus minimus Wesołowska & Russell-Smith, 2022
- Heliophanus minor Dawidowicz & Wesołowska, 2016
- Heliophanus mordax (O. Pickard-Cambridge, 1872)
- Heliophanus mucronatus Simon, 1901
- Heliophanus nobilis Wesołowska, 1986
- Heliophanus ochrichelis Strand, 1907
- Heliophanus parvus Wesołowska & van Harten, 1994
- Heliophanus patagiatus Thorell, 1875
- Heliophanus potanini Schenkel, 1963
- Heliophanus pratti G. W. Peckham & E. G. Peckham, 1903
- Heliophanus pygmaeus Wesołowska & Russell-Smith, 2000
- Heliophanus ramosus Wesołowska, 1986
- Heliophanus rufithorax Simon, 1868
- Heliophanus similior Ledoux, 2007
- Heliophanus simplex Simon, 1868
- Heliophanus sinaicus Logunov, 2015
- Heliophanus sororius Wesołowska, 2003
- Heliophanus splendidus Wesołowska, 2003
- Heliophanus stylifer Simon, 1878
- Heliophanus tenuitas Wesołowska, 2011
- Heliophanus tribulosus Simon, 1868
- Heliophanus turanicus Charitonov, 1969
- Heliophanus ussuricus Kulczyński, 1895
- Heliophanus uvirensis Wesołowska, 1986
- Heliophanus variabilis (Vinson, 1863)
- Heliophanus verus Wesołowska, 1986
- Heliophanus wesolowskae Rakov & Logunov, 1997
- Heliophanus wulingensis Peng & Xie, 1996
- Heliophanus xerxesi Logunov, 2009

Selon World Spider Catalog (version 23.5, 2023) :
- † Heliophanus extinctus Berland, 1939

## Systématique et taxinomie
Ce genre a été décrit par C. L. Koch en 1833. Son espèce type est Heliophanus cupreus.
Trapezocephalus, placé en synonymie par Wesołowska en 1986, a été relevé de synonymie par Wesołowska en 2024.
Les sous-genres Heliocapensis et Helafricanus ont été élevés au rang de genre par Wesołowska en 2024.

## Publication originale
- C. L. Koch, 1833 : Arachniden. Deutschlands Insekten, p. 119-121.